# Чемпионат СССР по дзюдо 1982
9-й чемпионат СССР по дзюдо прошёл в Кишинёве в спортивном комплексе «Молдова» 21 — 24 октября 1982 года. В нём приняли участие 267 дзюдоистов из 54 городов, представлявших 11 спортивных обществ и ведомств.

## Медалисты
| Весовая категория                      | Золото                                     | Серебро                                       | Бронза                                                                            |
| -------------------------------------- | ------------------------------------------ | --------------------------------------------- | --------------------------------------------------------------------------------- |
| Наилегчайший вес (до 60 кг) 24 октября | Хазрет Тлецери Вооружённые Силы (Майкоп)   | Григорий Фаустов Вооружённые Силы (Кишинёв)   | Анатолий Сучков «Труд» (Балаково) Игорь Алябьев «Урожай» (Майкоп)                 |
| Полулёгкий вес (до 65 кг) 23 октября   | Николай Солодухин «Динамо» (Курск)         | Мурат Джанчатов «Урожай» (Майкоп)             | Фируз Маргиани «Урожай» (Одесса) Виктор Калентьев «Буревестник» (Красноярск)      |
| Лёгкий вес (до 71 кг) 23 октября       | Магомед Парчиев «Урожай» (Майкоп)          | Гия Гогалаури Вооружённые Силы (Тбилиси)      | Тамаз Намгалаури «Динамо» (Тбилиси) Арамбий Хапай «Урожай» (Майкоп)               |
| Полусредний вес (до 78 кг) 22 октября  | Шота Хабарели Вооружённые Силы (Тбилиси)   | Рамазан Беданоков «Урожай» (Майкоп)           | Владимир Шестаков «Урожай» (Пермь) Давид Бодавели Вооружённые Силы (Тбилиси)      |
| Средний вес (до 86 кг) 22 октября      | Александр Яцкевич «Динамо» (Рига)          | Александр Сивцев «Динамо» (Курск)             | Виталий Песняк «Динамо» (Минск) Владимир Тимофеев «Динамо» (Челябинск)            |
| Полутяжёлый вес (до 95 кг) 21 октября  | Тенгиз Хубулури Вооружённые Силы (Тбилиси) | Владимир Гурин Вооружённые Силы (Майкоп)      | Александр Шуров «Динамо» (Курск) Борис Гогичашвили «Колмеурне» (Гори)             |
| Тяжёлый вес (свыше 95 кг) 21 октября   | Григорий Веричев «Динамо» (Челябинск)      | Хабиль Бикташев «Динамо» (Куйбышев)           | Александр Шабанович «Буревестник» (Минск) Алексей Тюрин Вооружённые Силы (Москва) |
| Абсолютная категория 24 октября        | Валерий Корлэтяну «Динамо» (Кишинёв)       | Владимир Сободырёв Вооружённые Силы (Андижан) | Игорь Метлицкий Вооружённые Силы (Минск) Григорий Веричев «Динамо» Челябинск      |

Командное первенство
1. «Динамо»
2. Вооружённые Силы
3. «Урожай»